# Svetovno prvenstvo
Svetovno prvenstvo je vsako tekmovanje, na katerem sodelujejo tekmovalci z vsega sveta. Po navadi se na prvenstvo avtomatično uvrsti država gostiteljica, včasih tudi trenutni svetovni prvak, drugače pa tekmovalci/ekipe, ki so zmagali v posameznih kvalifikacijah. 

## Seznam prvenstev
- Svetovno prvenstvo v atletiki
- Svetovno prvenstvo v alpskem smučanju
- Svetovno prvenstvo v hokeju na ledu
- Svetovno prvenstvo v košarki
- Svetovno prvenstvo v nogometu
- Svetovno prvenstvo v smučarskih skokih
- Svetovno prvenstvo v smučarskih poletih
- Svetovno prvenstvo v podvodnem hokeju
- Svetovno prvenstvo v veslanju
- Svetovno prvenstvo v šahu
- Svetovno prvenstvo v nordijskem smučanju
- Svetovno prvenstvo v smučarskih tekih